# Jules Fourrier
Pour les articles homonymes, voir Fourrier (homonymie).
Jules Fourrier, né le 17 août 1906 à Angrie (Maine-et-Loire) et mort 31 juillet 1999 à Toulouse (Haute-Garonne), est un syndicaliste, un homme politique et un résistant français.
Député communiste de la Seine (1936-1942), militant trotskiste à partir de 1946.

## Biographie
Jules Fourrier est né dans le bocage angevin dans une famille modeste. Il perd son père à trois ans et sa mère à dix ans. Orphelin, il est placé comme apprenti peintre après ses études primaires.
Ouvrier peintre, il s'installe en 1922 à Nantes, puis en 1924 à Paris où il travaille pour l'Assistance publique. Il est au cours des années trente embauché par la ville d'Ivry-sur-Seine.

### Le syndicaliste
Très tôt il s'engage dans l'action syndicale. Il est d'abord proche des milieux anarcho-syndicaux. Adepte du cross country, il adhère à la Fédération sportive du travail (FST) proche de la CGT.
En 1924 il adhère, « pour la bagarre », à la Confédération générale du travail unitaire (CGTU), créée après la scission de 1920 entre le parti socialiste (SFIO) et le parti communiste (SFIC).
Dès lors son activité syndicale ne fait que décupler. Il devient militant pratiquement à temps complet.

### Le militant communiste
Son activité syndicale ne pouvait qu'aboutir à l'engagement politique. En 1929, après son service militaire, il adhère au parti communiste. Il devient alors le modèle de militant que le parti cherche à promouvoir.
Il est très actif, énergique, dévoué et téméraire. Il organise souvent des actions de type agit prop notamment quand il encadre les comités de chômeurs. Son activisme lui vaut de nombreuses condamnations :
- Le 1er mai 1930 il est condamné à 3 000 francs d'amende et deux ans de prison (il ne fera que 2 mois).
- En 1932 il est emprisonné à la santé. C'est de la prison de la Santé qu'il est candidat sans succès aux élections législatives dans le XVe arrondissement de Paris comme « emprisonné d'État ».

En 1933 il devient secrétaire de la section communiste du XVe arrondissement de Paris. Il est rapidement très populaire notamment dans le quartier Saint-Lambert où il échoue de peu en 1935 aux élections municipales.
Présenté par son parti aux législatives de 1936, il est élu au second tour dans le cadre du programme de Front populaire face au conservateur le marquis Lionel de Tastes dans la 2e circonscription du XVe arrondissement.
À l'automne 1936, il participe au cycle de formation de l'école des cadres de Montreuil. Il est promu à la section centrale "Agitation propagande", ce qui l'amènera à développer une intense activité dans l'Ouest de la France. Il recevra les félicitations personnelles et publiques de Maurice Thorez qui lui dédicacera son livre Le Fils du peuple.

### Le député du Front populaire
Siégeant à l'Assemblée nationale, il est membre de la commission de l'administration générale et de celle des colonies. À ce titre il participe à une commission d'enquête chargée d'investigation en Tunisie contre les menées italiennes.
Il intervient de nombreuses fois dans les débats pour défendre les plus modestes. Parfois avec véhémence, ce qui lui vaut d'être une nouvelle fois poursuivi en 1937 pour avoir traité un lieutenant de Jacques Doriot de « hitlérien français ».
Il intervient également avec force pour demander un soutien actif à la République espagnole assiégée par les putschistes. Il prend position contre les accords de Munich.

### Le volontaire desBrigades internationaleset la rupture avec le PCF
Membre du Comité d'aide à l'Espagne républicaine, homme considéré comme sûr par la direction du PCF, il effectue plusieurs missions pour le compte de l'Internationale communiste et les brigades internationales. Il assure plusieurs convoyages de volontaires, de matériel et de courriers. Lors d'une de ses missions, il accompagne Palmiro Togliatti, secrétaire du parti italien et secrétaire de l'internationale. Il travaille en relations avec André Marty, ce qui lui permet de découvrir certaines méthodes utilisées pour lutter contre les adversaires politiques anarchistes et trotskistes.
Durant toute cette période Jules Fourrier participe aux côtés d'Octave Rabaté (qu'il retrouvera à Buchenwald) à de nombreuses réunions publiques destinées à mobiliser l'opinion pour le soutien à l'Espagne républicaine.
Enfin, c'est durant cette période qu'il rencontre Petra Murillo, militante communiste exclue pour ses sympathies envers le POUM, qui devient sa compagne. Cette dernière est internée à Aubusson après son arrivée en France ce qui explique la venue de Fourrier dans cette ville.
La signature du pacte germano-soviétique le plonge dans un profond malaise. Il démissionne du parti communiste français le 17 septembre 1939. Pour cette raison il est inscrit sur la liste noire du parti,et risque l'élimination physique[réf. nécessaire]. Il participe à la fondation de l'Union populaire française.
Il est mobilisé comme simple soldat dans la défense anti aérienne.
Il parvient à atteindre Vichy le 10 juillet 1940 et vote pour la remise des pleins pouvoirs au maréchal Pétain. On tente par la suite de l'impliquer dans l'initiative collaborationniste de Marcel Capron.

### Résistance et déportation
Il s'installe courant 1940 à Aubusson (Creuse) pour suivre sa compagne réfugiée espagnole. Dès octobre 1940 il noue des contacts avec des personnalités locales comme Auguste Chambonnet (ancien parlementaire radical-socialiste) ou le groupe d'"action socialiste" local, pour créer un premier groupe de Résistance qui sera affilié à Libération-sud. La première action spectaculaire du groupe est l'organisation le 11 novembre 1942 d'une manifestation au monument aux morts d'Aubusson qui rassemble plusieurs milliers de personnes.
Malgré la surveillance dont il fait l'objet, il déploie une importante activité d'organisation et de propagande dans la région d'Aubusson et le Sud du département de la Creuse, en liaison avec des agents de Montluçon. À partir de 1943, l'activité du groupe s'intègre dans l'organisation départementale et s'oriente vers la préparation de sabotages et l'encadrement des volontaires. Il devient même le chef des groupes de sizaines du secteur.
Il est arrêté sur dénonciation le 9 janvier 1944 et déporté. Transféré au siège de la gestapo de Limoges, impasse Tivoli, il est atrocement torturé notamment par Joseph Meyer agent français du SD. Il part ensuite pour le camp de Compiègne avant la déportation vers l'Allemagne. L'ironie voudra qu'il soit déporté dans le même convoi qu'Ernest Sourioux, ancien député et chef départemental de la Légion, qu'il soupçonnait de l'avoir dénoncé.
Il connaîtra Buchenwald et Mauthausen-Gusen, et ne reviendra, très affaibli (il pèse 40 kg), qu'en juin 1945. Il est accueilli par plusieurs centaines de personnes qui l'attendent devant son domicile aubussonnais. Il décrit de manière émouvante sa déportation dans La Creuse libre organe du comité départemental de Libération du 7 juillet 1945 et dans son autobiographie Graine rouge (Ed La Brêche-1983).
Son action lui vaudra une attestation élogieuse de la part du lieutenant-colonel Albert Fossey-François chef départemental des FFI.

### Le militant d'après-guerre
Dès son retour, Jules Fourrier se consacre à la défense de la cause des déportés et internés politiques au sein de la FNDIRP, dont Auguste Chambonnet est le président départemental. Lors de ses interventions il demande le châtiment des ex-collaborateurs et des profiteurs de guerre. Il quitte cette organisation quand sa direction nationale décide d'envoyer un message de remerciement à Staline.
Ayant définitivement rompu avec le PCF il soutient sans succès la liste du PCI (trotskiste) aux législatives de novembre 1946 en Creuse. Ce soutien sera sans suite immédiate.
En proie à de nombreuses difficultés politiques et professionnelles, il décide de quitter la Creuse.
Jules Fourrier s'installe dans la région toulousaine où il milite successivement à l'Union de la gauche socialiste, au Parti socialiste unifié, au Cercle Germinal, au Secours rouge, au MCAA (Mouvement Contre l'Armement Atomique) avant de rejoindre la Ligue communiste révolutionnaire en 1972.
Il est un des trois témoins avec Adrien Langumier et Lucien Hérard du film de Mosco Debout les damnés, premier volet de Mémoire d'ex consacré à la vie des militants communistes des années 1920-30.

## Mandats électifs

### Parlementaire
- 1936-1942 : député de la Seine (15e arrondissement de Paris)

## Publication
- Autobiographie Graine rouge, Éditions La Brêche (1983)

### Filmographie
- Debout les damnés de Mosco (1991) Premier volet de Mémoires d'ex.